# Гайдар, Мария Лукинична
Мария Лукинична Гайдар, в девичестве — Фа́стова (укр. Марі́я Лукі́вна Гайда́р; 28 сентября 1920, село Малые Липняги, Хорольский уезд, Полтавская губерния, УССР — 18 сентября 2011) — колхозница, звеньевая колхоза имени Парижской Коммуны Семёновского района Полтавской области, Украинская ССР. Герой Социалистического Труда (1947). Депутат Верховного Совета СССР 7-го созыва. Депутат Верховного Совета УССР 2 — 5 созывов.

## Биография
Родилась 28 сентября 1920 года в крестьянской семье в селе Малые Липняги Полтавской губернии. Окончила начальную школу (1930). С 1935 года трудилась на различных работах в колхозе «Парижская коммуна» Семёновского района. В 1938 году была назначена звеньевой свекловодческого звена. После начала Великой Отечественной войны проживала в родном селе. Продолжила свою трудовую деятельность в колхозе после освобождения Полтавской области от немецких оккупантов.
Свекловодческое звено, руководимое Марией Фастовой, ежегодно перевыполняло план. В 1944 году звено собрало 270 центнеров сахарной свеклы с каждого гектара, в 1945 году — по 502 центнеров и в 1946 году — по 630 центнеров. В 1959 году была удостоена звания Героя Социалистического Труда за выдающиеся трудовые достижения. Неоднократно участвовала во Всесоюзной выставке ВДНХ.
Избиралась депутатом Верховного Совета СССР 7-го созыва, Верховного Совета УССР 2 — 5 созывов, делегатом XXII съезда КПСС, XVIII, XX и XXII съездов КПУ.
В 1966 году получила среднее образование без отрыва от производства. Позднее работала в колхозе имени Маркса Семёновского района в селе Малые Липяги. В этом колхозе работала до 1971 года, когда была избрана председателем сельского совета в селе Малые Липняги.
В 1975 году вышла на пенсию и переехала в Винницкую область.

## Награды
- Герой Социалистического Труда — указом Президиума Верховного Совета СССР от 19 марта 1947 года
- Орден Ленина — дважды (1947, 1948)
- Орден Трудового Красного Знамени (1958)
- Орден «Знак Почёта» (1966)
- Медаль «За трудовую доблесть»
- Золотая, серебряная и бронзовая медаль ВДНХ